# Benton (Maine)
Benton es un pueblo ubicado en el condado de Kennebec en el estado estadounidense de Maine. En el Censo de 2010 tenía una población de 2.732 habitantes y una densidad poblacional de 36,29 personas por km².

## Geografía
Benton se encuentra ubicado en las coordenadas 44°35′27″N 69°31′5″O / 44.59083, -69.51806. Según la Oficina del Censo de los Estados Unidos, Benton tiene una superficie total de 75.29 km², de la cual 73.59 km² corresponden a tierra firme y (2.25%) 1.69 km² es agua.

## Demografía
Según el censo de 2010, había 2.732 personas residiendo en Benton. La densidad de población era de 36,29 hab./km². De los 2.732 habitantes, Benton estaba compuesto por el 98.17% blancos, el 0.29% eran afroamericanos, el 0.26% eran amerindios, el 0.29% eran asiáticos, el 0% eran isleños del Pacífico, el 0.11% eran de otras razas y el 0.88% pertenecían a dos o más razas. Del total de la población el 0.62% eran hispanos o latinos de cualquier raza.